# 街 (森村誠一)
『街』（まち）は、森村誠一の長編推理小説、またそれを原作としたテレビドラマ作品である。1989年2月に集英社から刊行された。

## テレビドラマ

### 1989年版
1989年から1991年にかけて、フジテレビ系列の「男と女のミステリー」枠（21:02-22:51）にて放映された。全3作。

#### 出演
- 牛尾正直 - 愛川欽也
- 牛尾澄枝 - 市原悦子（特別出演）
- 大上拓也刑事 - 髙嶋政宏

##### ゲスト
第1作（1989年）
- 山地繁樹 - 薬丸裕英
- 立科由里(由美の姉) - 秋本奈緒美
- 立科由美(由里の妹) - 秋本奈緒美（二役）
- 中岡高之 - 岡田真澄
- 中岡知彦 - 黒田アーサー
- カトマンズ - ヨハン・セクエフ
- 数成真美子(山地の恋人) - 加賀千景
- 渥美國泰、井川晃一、塚本信夫、喜多道枝、吉崎典子、山崎優子、須永慶、花原照子、山下優 ほか

第2作（1990年）
- 緒方元一郎 - 平幹二朗
- 緒方清 - 西岡徳馬
- 三好淳子 - 広田玲央名
- 永井繁 - 渕野俊太
- 永井節子 - 岩本多代
- 那須課長 - 大林丈史
- 田中明夫、茂木和範 ほか

第3作（1991年）
- 宮坂刑事 - 小坂一也
- 佐藤兵衛 - 内藤武敏
- 佐藤綾子 - 芦沢孝子
- 綾子（佐藤兵衛の前妻） - 小川亜佐美
- 向井辰次 - 笹野高史
- 向井喜代 - 森みなみ
- 向井初江 - 浜田朱里
- 大林丈史、宮部昭夫、木之原賀子、和泉今日子

#### スタッフ
- 原作 - 森村誠一 (II,IIIでは原案と表記)
- 脚本 - 中村努
- 演出 - 星田良子
- アクション指導 - 橋本春彦
- 企画 - 前田和也、河野雄一（第1作のみ）
- プロデューサー - 中山和記、藤田明二（第1作のみ）
- 技術協力 - バスク
- 企画協力 - 角川春樹事務所
- 制作 - フジテレビ、共同テレビ

#### 放送日程
| 話数 | 放送日        | サブタイトル |
| ---- | ------------- | ------------ |
| 1    | 1989年4月21日 | 街           |
| 2    | 1990年1月19日 | 街 PARTII    |
| 3    | 1991年1月25日 | 街 PARTIII   |

### 1997年版
「森村誠一の終着駅シリーズ7 街」。1997年3月22日、テレビ朝日系列の「土曜ワイド劇場」枠（21:00-22:51）にて放映。

#### 出演
- 牛尾正直 - 片岡鶴太郎

### 2004年版
「森村誠一サスペンス4・街（まち）」。2004年7月12日、TBS系列の「月曜ミステリー劇場」枠（21:00-22:54）にて放映。原作との相違点では、主人公の牛尾正直刑事が川合刑事となっている。

#### 出演
- 川合祐介 - 三浦友和
- 小暮涼子 - 野際陽子
- 平田克昭 - 河相我聞
- 白井美恵 - 原日出子
- 白井美希 - 須藤温子
- 立科由里 - 石橋奈美
- 立科由美 - 中山忍
- 堀口慎也 - 川崎麻世
- 中岡和彦 - 京晋佑
- カトマンズ - 六平直政
- 梅沢貴也 - 松尾貴史
- そのほかの出演 - 丸岡奨詞、潮哲也、あいはら友子、田中豊、原田佳奈、真実一路、掛田誠、福澄美緒、中田洋介 ほか

#### スタッフ
- 脚本 - 林誠人
- 監督 - 小澤啓一
- プロデューサー - 吉田由二
- 製作 - スイート・ベイジル、TBS

| スタブアイコン | サブスタブ | この項目は、まだ閲覧者の調べものの参照としては役立たない、文学に関連した書きかけの項目です。この項目を加筆・訂正などしてくださる協力者を求めています（P:文学、PJ:ライトノベル）。項目が小説家・作家の場合には{Writer-substub}を、文学作品以外の本・雑誌の場合には{Book-substub}を貼り付けてください。 |